# Scenopinus albidipennis
Scenopinus albidipennis är en tvåvingeart som beskrevs av Friedrich Hermann Loew 1869. Scenopinus albidipennis ingår i släktet Scenopinus och familjen fönsterflugor.
Artens utbredningsområde är Kuba. Inga underarter finns listade i Catalogue of Life.